# Herandsholmen
Herandsholmen, est une île dans le landskap Sunnhordland du comté de Vestland. Elle appartient administrativement à Ullensvang.

## Géographie
Rocheuse et couverte d'une légère végétation, elle s'étend sur environ 974 m de longueur pour une largeur approximative de 243 m. Elle compte une vingtaine d'habitations et est connu comme lieu de villégiature.